# Drei Kaiserberge

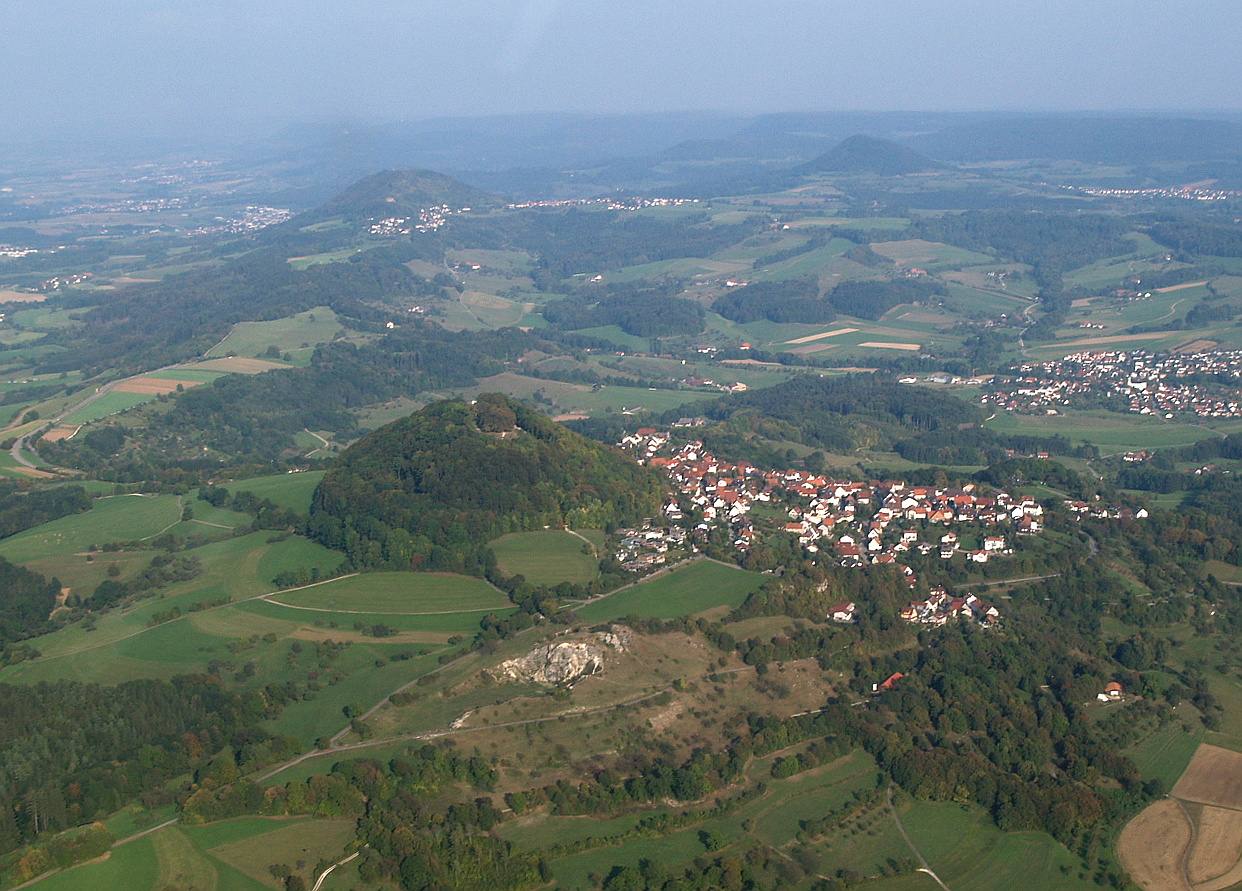
Luftbild der Drei Kaiserberge von Westen: vorn der Hohenstaufen, dahinter der Rechberg, rechts dahinter der Stuifen

Die Drei Kaiserberge Hohenstaufen (684 m ü. NHN), Rechberg (708 m ü. NHN) und Stuifen (757 m ü. NHN) sind Zeugenberge der Schwäbischen Alb und bilden eine markante Dreiergruppe zwischen Göppingen und Schwäbisch Gmünd, die weithin sichtbar das Landschaftsbild prägt. Zusammen mit Aasrücken und Rehgebirge bilden die Drei Kaiserberge seit 4. Oktober 1971 ein Landschaftsschutzgebiet.
Die Bezeichnung Kaiserberge rührt daher, dass der Hohenstaufen die Stammburg des Königs- und Kaisergeschlechts der Staufer trug. Die Überreste der Burg sind noch zu sehen, außerdem die besser erhaltene Ruine einer Dienstmannenburg der Staufer auf dem benachbarten Rechberg.
Die Stadt Göppingen und die Gemeinde Waldstetten haben die drei Kaiserberge stilisiert in ihrem Stadt-/Gemeindelogo dargestellt.

Logo der Stadt Göppingen
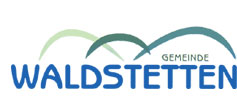
Logo der Gemeinde Waldstetten

Der jährlich im Oktober stattfindende Albmarathon führt in seinem Streckenverlauf über alle drei Kaiserberge.